# Jana Shiha
Jana Shiha, née le 22 août 2001 à Alexandrie, est une joueuse professionnelle de squash représentant l'Égypte. Elle atteint le 30e rang mondial en mars 2023, son meilleur classement. Elle est finaliste du championnat du monde junior en 2019 face à Hania El Hammamy.

## Biographie
Encore junior, à l'âge de dix-sept ans, elle bénéficie d'une wild card au tournoi platinum El Gouna International 2019. Opposée au premier tour à l'octuple championne du monde Nicol David, elle est proche de réaliser l'exploit ne s'inclinant qu'au cinquième jeu d'un match long de 43 minutes.
Quelques mois après, elle est finaliste aux championnats du monde junior s'inclinant face à Hania El Hammamy, 15e joueuse mondiale. C'était une revanche de la finale du British Junior Open du début d'année qui avait déjà vu Hania El Hammamy s'imposer. Elle intègre pour la première fois le top 50 en octobre 2021.

## Palmarès

### Titres
- British Junior Open : 2020

### Finales
- Championnats du monde junior : 2019
- British Junior Open : 2019